# Ouragan Kiko (1989)
L’ouragan Kiko est le plus puissant ouragan ayant jamais touché les côtes de la Basse-Californie du Sud.